# Étilo

Mapa del sur del Peloponeso en la Antigüedad. La ciudad de Étilo se encontraba en la parte oriental del golfo de Mesenia.

Étilo (en griego, Οίτυλος) era una ciudad griega de Laconia nombrada por Homero en el catálogo de las naves de la Ilíada.
Estrabón la ubica en el golfo de Mesenia, donde era la primera ciudad que se hallaba en el este del mismo. Se situaba entre el cabo conocido como Tírides y la ciudad de Leuctro. Añade que un nombre alternativo de la ciudad era Bítilo.
Pausanias recoge la tradición de que había sido fundada por un héroe de Argos llamado Étilo, hijo de Anfianax. La menciona entre las ciudades de los eleuterolaconios y la sitúa a 150 estadios de Mesa y a 80 de Tálamas y menciona que en la ciudad había un santuario de Serapis y, en el ágora, una xoana de Apolo Carneo.
Se identifica con la población actual que ha conservado su antiguo nombre con una ligera variación: Ítilo.